# Firth of Clyde

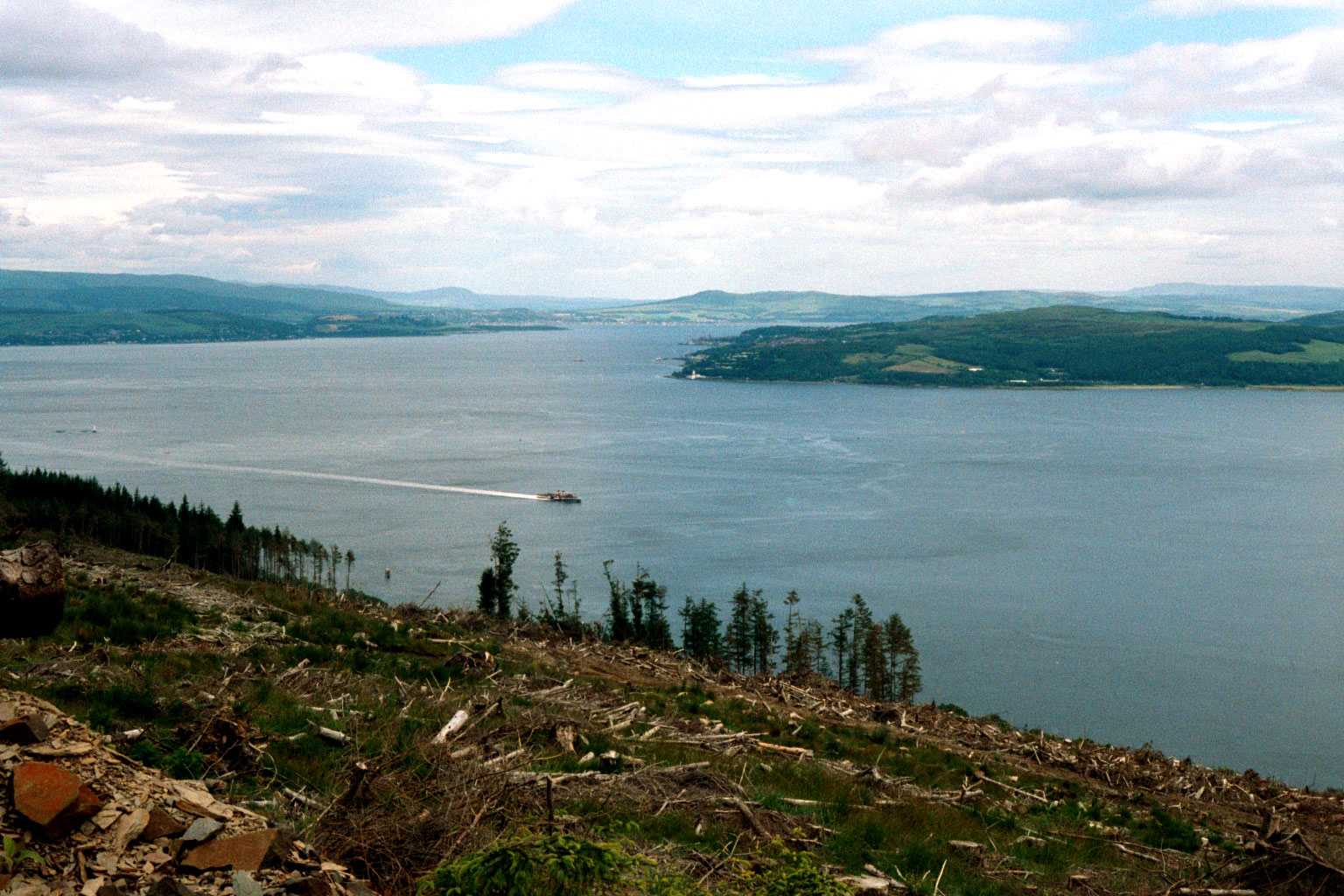
Firth of Clyde

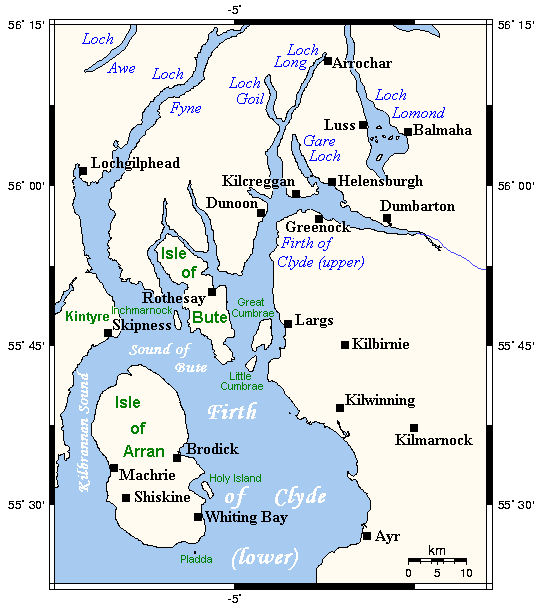

Firth of Clyde är en fjord i Skottland där floden Clyde rinner ut. Fjorden sträcker sig från tidvattensgränsen i Glasgows centrum till fjordmynningen mellan Argyll and Bute och Ayrshire.
Det finns en rad öar och halvöar i fjorden, och det finns tolv regelmässiga färjeturer som förbinder dessa med fastlandet och varandra. Den största ön är Isle of Arran och har totalt 5 058 invånare och en yta på 430 km². Slaget om Largs ägde rum här.